# Comarca de los Lagos
La Comarca de los Lagos es un recorrido turístico de la provincia del Chubut, Argentina.
En esta comarca se relaciona con los lagos cordilleranos dentro de los Parques Nacionales.
La ciudad más grande es Esquel, de allí hay transporte hacia las localidades menores, y los centros de Esquí y Snowboard.

## Parque Nacional Los Alerces
El Parque Nacional Los Alerces es un gran área protegida que se encuentra en la Provincia del Chubut. Abraza al Lago Futalaufquen, el río Arrayanes, lago Verde y Menéndez. Por sus increíbles paisajes es considerado uno de los parques más bellos de Argentina.

## La Trochita

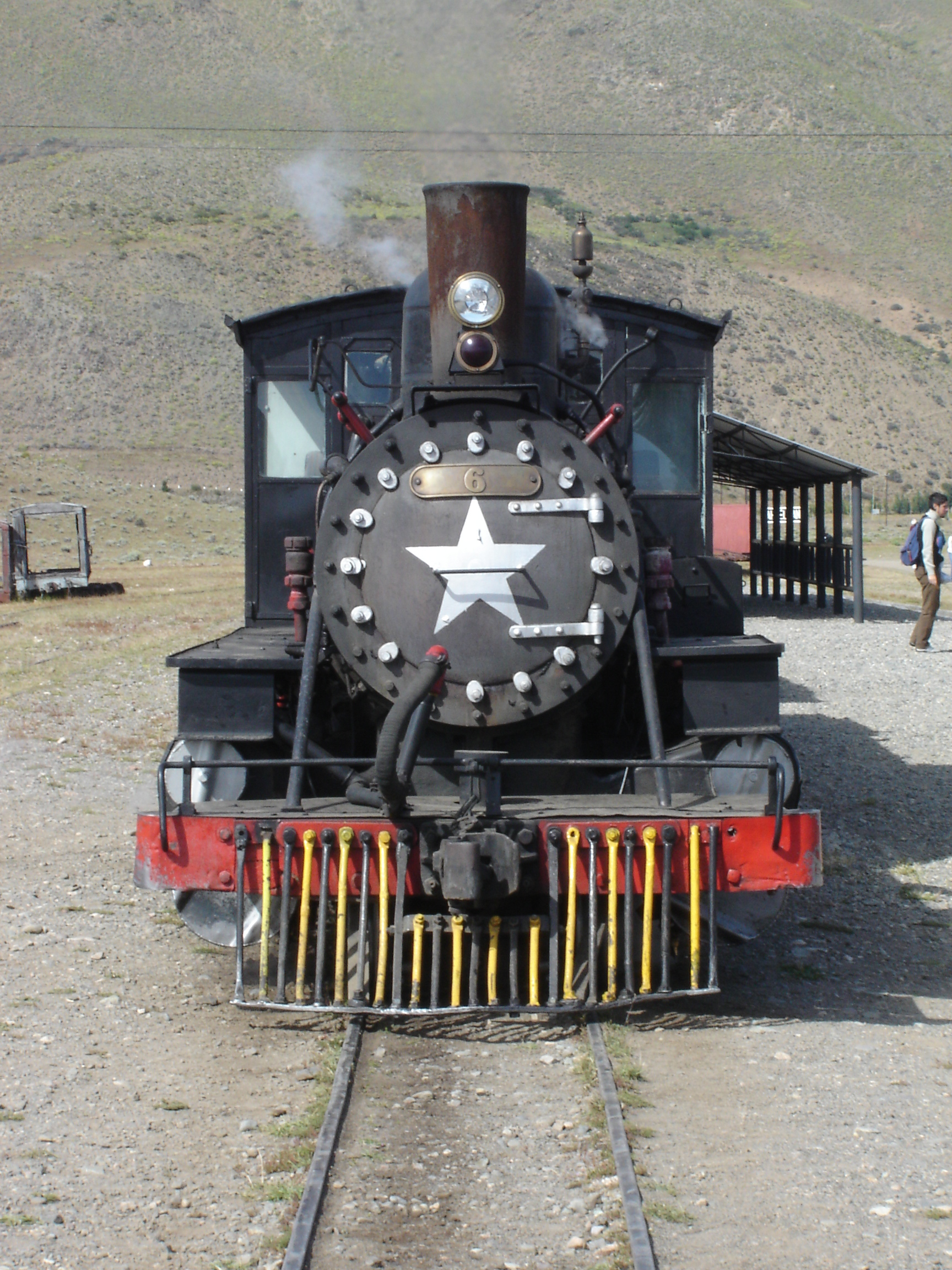
La Trochita, en Estación Nahuel Pan.

La Trochita, conocida oficialmente como Viejo Expreso Patagónico, es el nombre coloquial dado a una línea de ferrocarril que a través de mesetas y valles une esta comarca con la Comarca andina del Paralelo 42 y la Comarca de los Alerces.
Planeado como parte de una red ferroviaria más amplia que uniría gran parte del sur argentino, pertenece administrativamente a la traza del Ferrocarril General Roca de la red ferroviaria argentina.

## Localidades
La Comarca incluye las localidades de:
- Cholila
- Corcovado
- El Hoyo
- El Maitén
- Epuyén
- Esquel
- Lago Puelo
- Trevelin
- Carrenleufú
- Cushamen
- Gobernador Costa
- Gualjaina
- José de San Martín
- Río Pico
- Tecka